# Luce (film 2024)
Luce è un film del 2024 scritto e diretto da Luca Bellino e Silvia Luzi.

## Trama
La vita di una ragazza prende una svolta inquietante dopo che un'idea improvvisa la colpisce su una spiaggia. Rimane così ossessionata da un drone e da un cellulare finendo per credere sull'esistenza di qualcun altro.

## Promozione
Il trailer ufficiale del film è stato reso disponibile il 2 dicembre 2024.

## Distribuzione
Il film è stato presentato in anteprima in concorso al Locarno Film Festival il 19 ottobre 2024 e distribuito nelle sale cinematografiche italiane dal 23 gennaio 2025.

## Accoglienza
Il film è stato accolto con recensioni positive da parte della critica cinematografica, che ne ha apprezzato la regia e la sceneggiatura, oltre che l'interpretazione di Fontana.
Miriam Raccosta del Cinematografo definisce il progetto come «la simulazione al servizio del reale» in cui si crea «un cortocircuito che favorisce la sovrapposizione di plurimi livelli di valutazione nei quali la realtà si ibrida con l'apparenza».
Il quotidiano Il manifesto definisce il film come tra «i più lucidi, impassibili del panorama contemporaneo italiano» nello descrivere la realtà della vita in Italia, in cui la capacità della regia manifesta «una malattia fondata sul vuoto, sulla solitudine, su una mancanza che al limite diviene assoluta»